# Abancourt (Nord)
Pour les articles homonymes, voir Abancourt.
Abancourt () est une commune française située dans le département du Nord, en région Hauts-de-France.

## Géographie

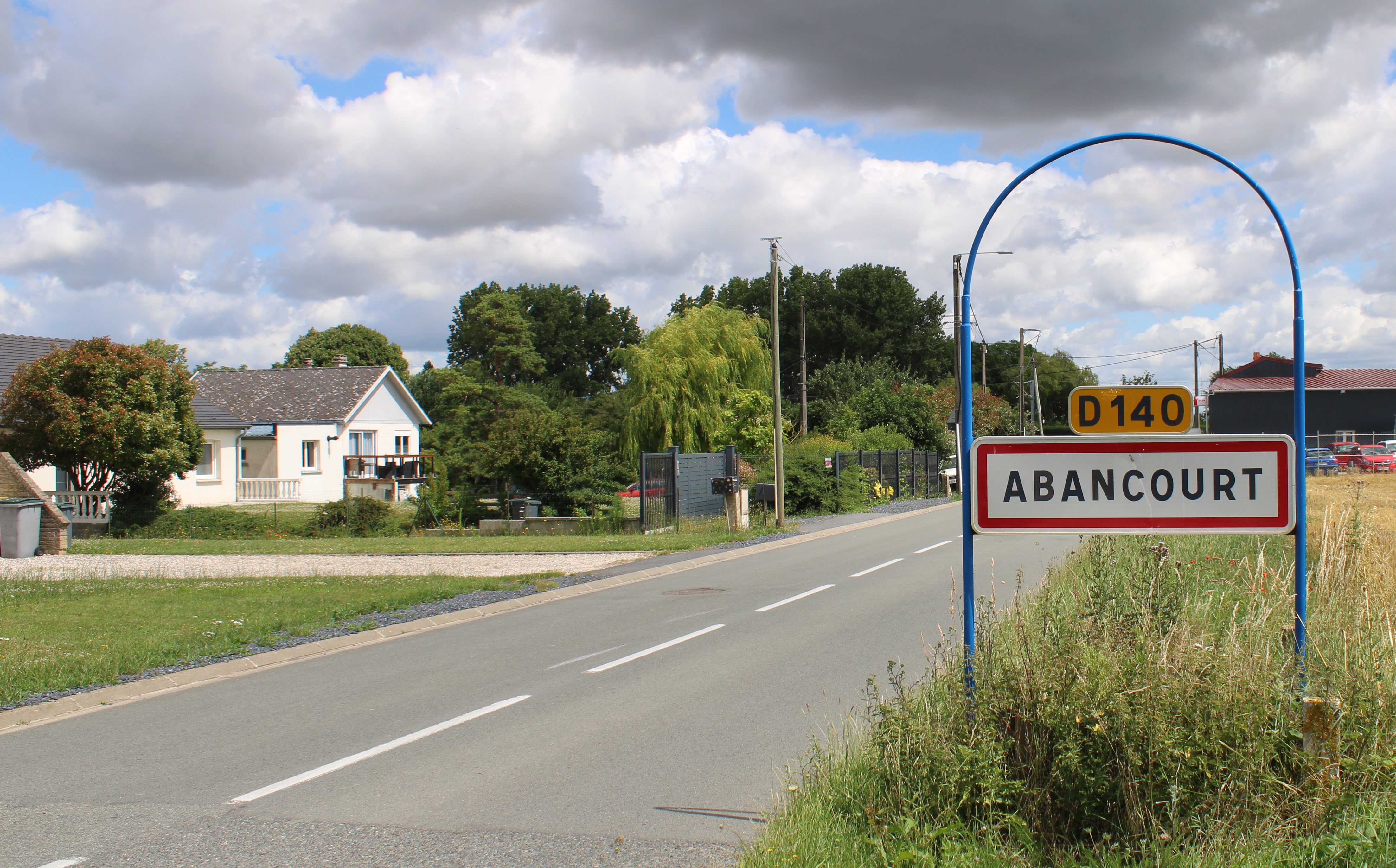
Entrée du village.

### Localisation
Abancourt est située à 7,7 km au nord de Cambrai, 42,3 km au sud-ouest de Saint-Amand-les-Eaux et à 48,1 km au sud-est d'Arras.

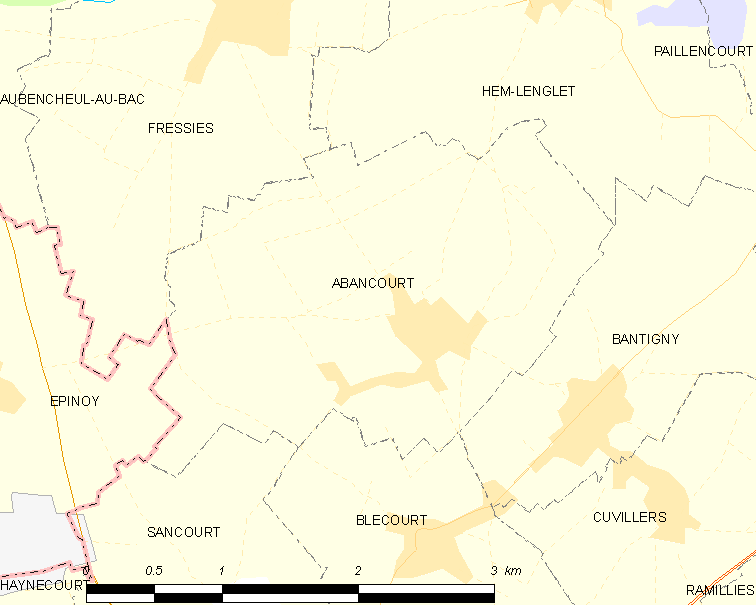
Position d'Abancourt par rapport aux communes limotrophes.

| Fressies |           | Hem-Lenglet |
| Épinoy   | Abancourt |             |
| Sancourt | Blécourt  | Bantigny    |

### Hydrographie

#### Réseau hydrographique
La commune est située dans le bassin Artois-Picardie. Elle est drainée par  et un petit cours d'eau intermittent,.

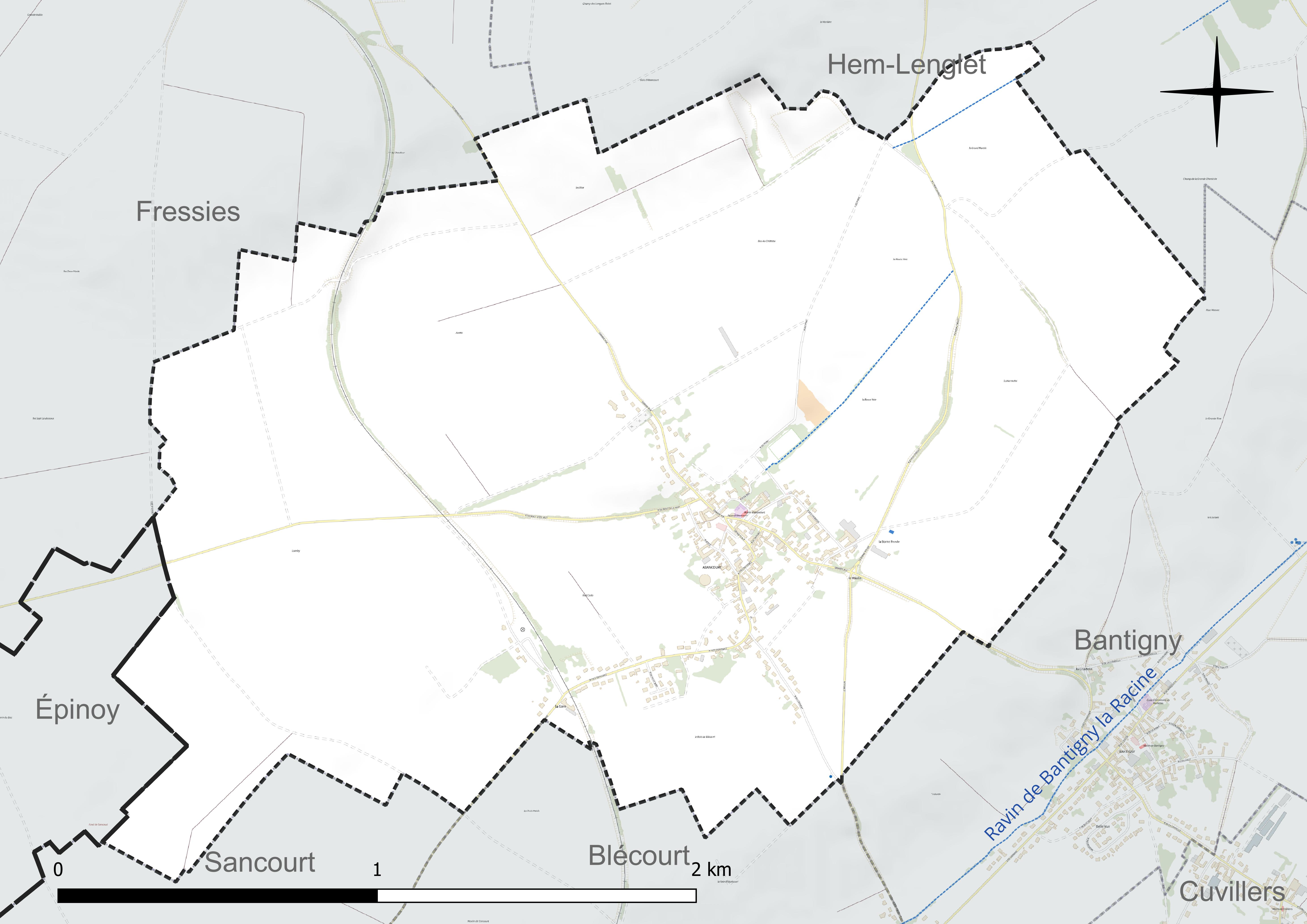
Réseau hydrographique d'Abancourt.

#### Gestion et qualité des eaux
Le territoire communal est couvert par le schéma d'aménagement et de gestion des eaux (SAGE) « Sensée ». Ce document de planification concerne un territoire de 857 km2 de superficie, délimité par le bassin versant de la Sensée. Le périmètre a été arrêté le 14 janvier 2023 et le SAGE proprement dit a été approuvé le 21 février 2020. La structure porteuse de l'élaboration et de la mise en œuvre est le syndicat mixte Escaut et Affluents (SyMEA).

### Climat
Pour des articles plus généraux, voir Climat des Hauts-de-France et Climat du Nord.
En 2010, le climat de la commune est de type climat océanique dégradé des plaines du Centre et du Nord, selon une étude du CNRS s'appuyant sur une série de données couvrant la période 1971-2000. En 2020, Météo-France publie une typologie des climats de la France métropolitaine dans laquelle la commune est exposée à un climat océanique et est dans la région climatique Nord-est du bassin Parisien, caractérisée par un ensoleillement médiocre, une pluviométrie moyenne régulièrement répartie au cours de l'année et un hiver froid (3 °C).
Pour la période 1971-2000, la température annuelle moyenne est de 10,5 °C, avec une amplitude thermique annuelle de 14,9 °C. Le cumul annuel moyen de précipitations est de 693 mm, avec 11,9 jours de précipitations en janvier et 9,4 jours en juillet. Pour la période 1991-2020, la température moyenne annuelle observée sur la station météorologique la plus proche, située sur la commune de Douai à 18 km à vol d'oiseau, est de 11,0 °C et le cumul annuel moyen de précipitations est de 729,2 mm,. Pour l'avenir, les paramètres climatiques de la commune estimés pour 2050 selon différents scénarios d'émission de gaz à effet de serre sont consultables sur un site dédié publié par Météo-France en novembre 2022.

## Urbanisme

### Typologie
Au 1er janvier 2024, Abancourt est catégorisée commune rurale à habitat dispersé, selon la nouvelle grille communale de densité à sept niveaux définie par l'Insee en 2022.
Elle est située hors unité urbaine. Par ailleurs la commune fait partie de l'aire d'attraction de Cambrai, dont elle est une commune de la couronne,. Cette aire, qui regroupe 64 communes, est catégorisée dans les aires de 50 000 à moins de 200 000 habitants,.

### Occupation des sols
L'occupation des sols de la commune, telle qu'elle ressort de la base de données européenne d'occupation biophysique des sols Corine Land Cover (CLC), est marquée par l'importance des territoires agricoles (93,2 % en 2018), une proportion sensiblement équivalente à celle de 1990 (93,9 %). La répartition détaillée en 2018 est la suivante : 
terres arables (93,2 %), zones urbanisées (6,8 %). L'évolution de l'occupation des sols de la commune et de ses infrastructures peut être observée sur les différentes représentations cartographiques du territoire : la carte de Cassini (XVIIIe siècle), la carte d'état-major (1820-1866) et les cartes ou photos aériennes de l'IGN pour la période actuelle (1950 à aujourd'hui).

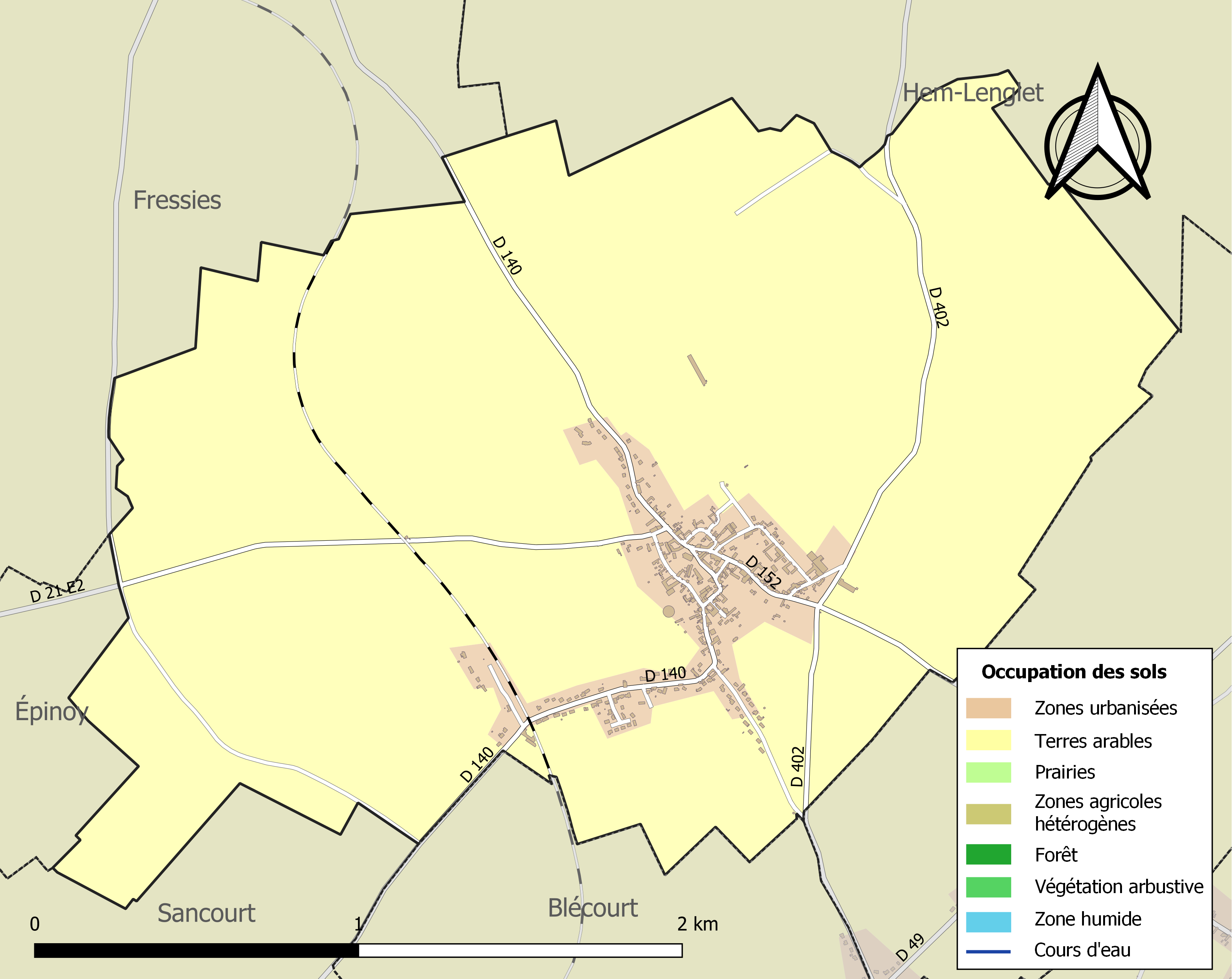
Carte des infrastructures et de l'occupation des sols de la commune en 2018 (CLC).

### Voies de communications et transports
La commune d'Abancourt est desservie par les départementales D 402 venant de Blécourt et allant à Hem-Lenglet ; D 152 venant de Bantigny ; D 140 venant de Sancourt et allant à Fressies.
| 11 odonymes recensés à Abancourt au 1er février 2023 | 11 odonymes recensés à Abancourt au 1er février 2023 | 11 odonymes recensés à Abancourt au 1er février 2023 | 11 odonymes recensés à Abancourt au 1er février 2023 | 11 odonymes recensés à Abancourt au 1er février 2023 | 11 odonymes recensés à Abancourt au 1er février 2023 | 11 odonymes recensés à Abancourt au 1er février 2023 | 11 odonymes recensés à Abancourt au 1er février 2023 |
| Cité                                                 | Avenue                                               | Boulevard                                            | Chemin                                               | Cours                                                | Impasse                                              | Montée                                               | Promenade                                            |
| ---------------------------------------------------- | ---------------------------------------------------- | ---------------------------------------------------- | ---------------------------------------------------- | ---------------------------------------------------- | ---------------------------------------------------- | ---------------------------------------------------- | ---------------------------------------------------- |
| 0                                                    | 0                                                    | 0                                                    | 0                                                    | 0                                                    | 0                                                    | 0                                                    | 0                                                    |
| Place                                                | Espalanade                                           | Carrefour                                            | Route                                                | Rue                                                  | Ruelle                                               | Square                                               | Totale                                               |
| 0                                                    | 0                                                    | 0                                                    | 0                                                    | 11                                                   | 0                                                    | 0                                                    | 11                                                   |

La commune est desservie par le réseau de transports urbains de la Communauté d'agglomération de Cambrai appelé TUC (Transports Urbains du Cambrésis), par la ligne 16,.

## Toponymie
Le nom de la localité est attesté sous les formes Abuncurti en 1121.
Les formations en -court caractéristiques du nord du pays de langue d'oïl correspondent à l'établissement de Francs plus ou moins romanisés, le premier élément du nom de lieu est généralement un nom de personne germanique, ici Abbo au cas régime. L'appellatif toponymique court est issu du bas latin cōrtem « domaine » ou curtis « cour, cour de ferme », même mot que cour dont l'orthographe a été rectifiée d'après le latin curia, alors que le dérivé est courtois.

## Histoire

### Histoire médiévale et moderne
Incendié une première fois par des pillards en 1120, le village est à nouveau ravagé le 26 novembre 1553 par un incendie, causé par les troupes du roi Henri II. Un incendie touche encore le village en 1655.
Le 26 janvier 1651, par lettres données à Madrid, Philippe d'Anneux, chevalier, baron de Crèvecœur, premier pair en Cambrésis, châtelain héréditaire de Cambrai, seigneur d'Abancourt, Rumilly, Saint-Souplet, Fontaine-au-Pire, etc., gouverneur d'Avesnes, bénéficie de l'érection de la terre et seigneurie de Grand-Wargnies (Wargnies-le-Grand) en marquisat, en y joignant les seigneuries de Boussois-sur-Sambre (Boussois)  et Bual en Hainaut.

### Histoire contemporaine
Pendant son séjour de convalescence en 1916, Hitler peint une aquarelle représentant le portail (en métal grillagé) de la ferme Vilain, rue d'en bas. Ce portail a été détruit lors de la bataille de 1918, mais l'aquarelle existe toujours. [réf. nécessaire]
Détruite également pendant les combats de 1918, l'église Saint-Martin est reconstruite au même emplacement mais dans le sens inverse. Les travaux durent près 10 ans (de 1923 à 1933), sous l'impulsion de l'architecte Pierre Leprince-Ringuet. Les sculptures en béton moulé de la façade sont réalisées par Marcel Gaumont selon un procédé qu'il a lui-même mis au point. Les peintures intérieures du chœur et de la nef sont l'œuvre d'Émile Flamant qui utilise la technique de la fresco.

### Galerie

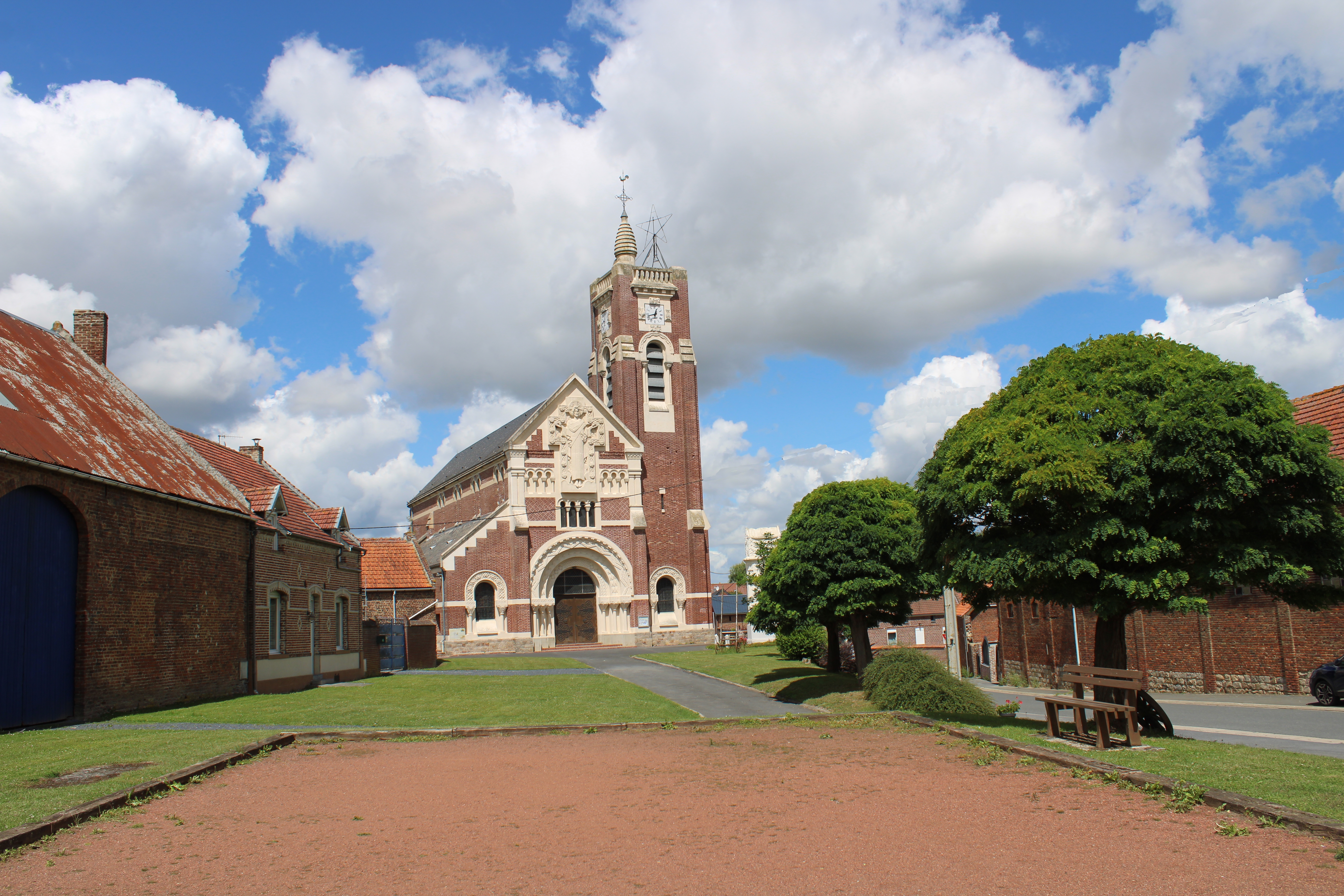
La place de l'église.
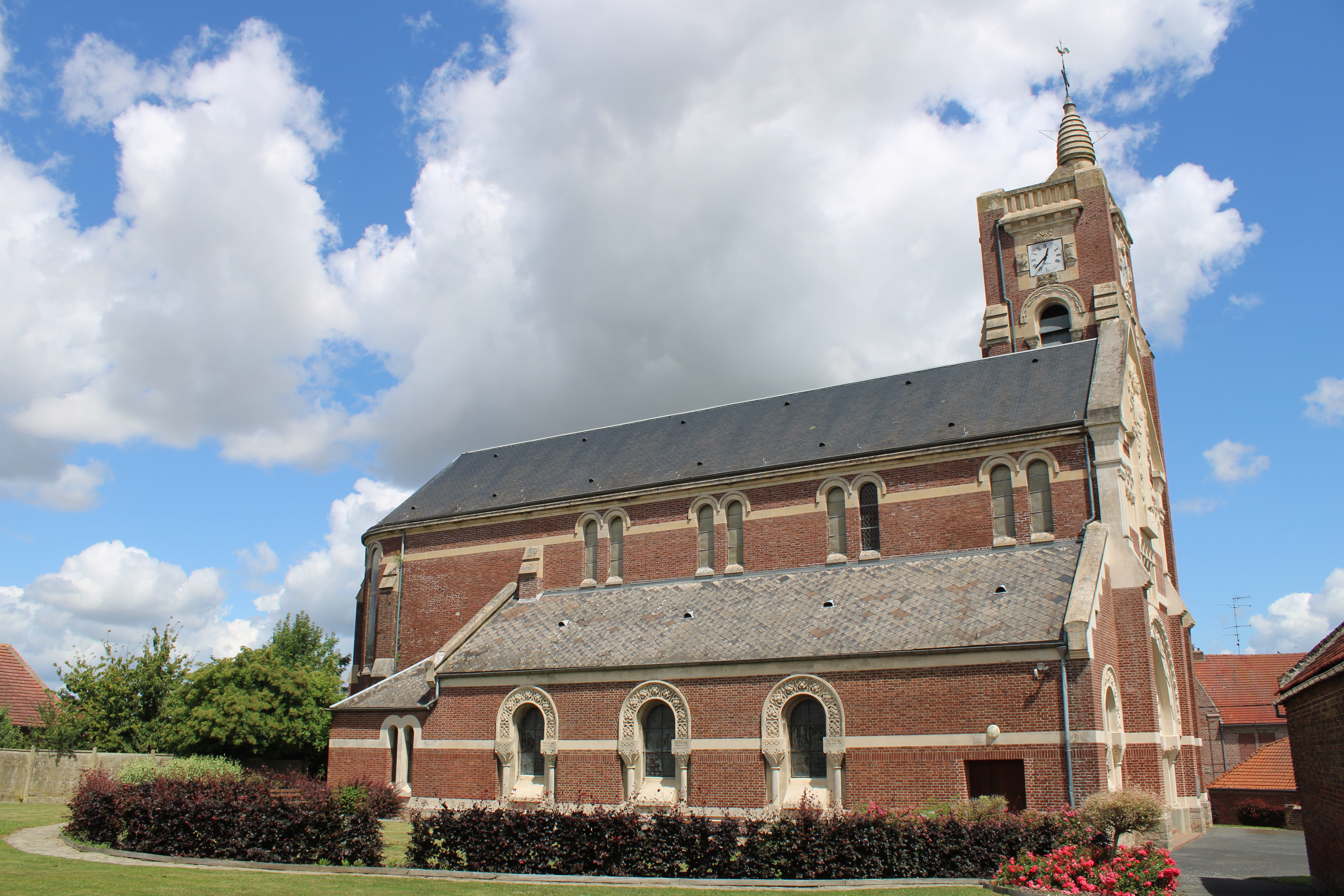
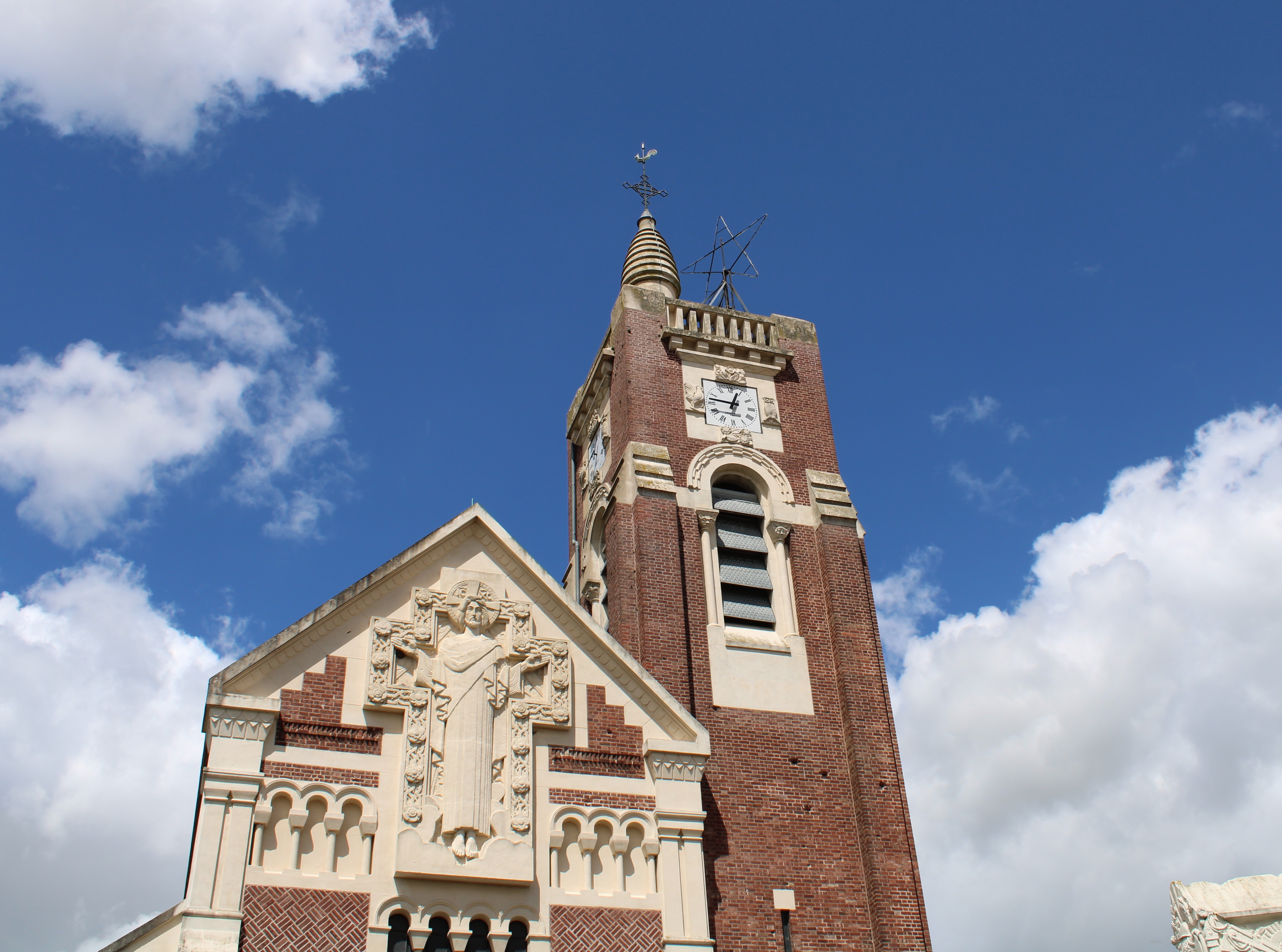
La place de l'église.
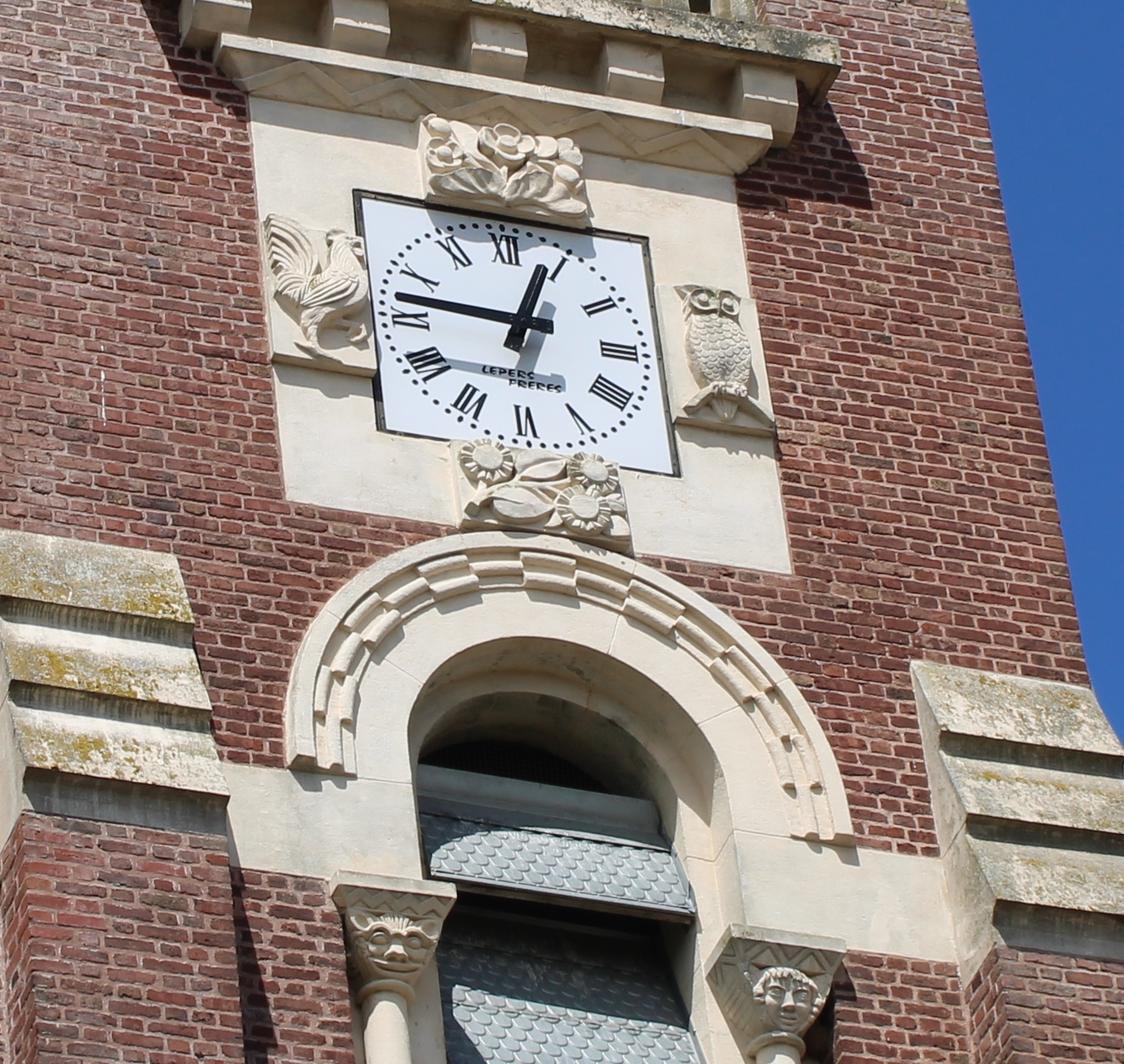
Détail des sculptures du clocher.

Abancourt fut le théâtre d'une bataille, les 22 et 23 mai 1940, entre les chars du 38e bataillon de chars de combat (BCC) équipé de chars Hotchkiss H35 et des éléments des 5e et 7e Panzerdivisionen.
Le bataillon arrive à Abancourt dans la matinée du 22 mai pour être mis à la disposition du 121e R.I., avec le 3e Groupe de Reconnaissance d'Infanterie et des chars Hotchkiss d'une D.L.M. en vue de participer à une contre‑attaque en direction d'Abancourt Hem Lenglet.
À 7 heures, sans préparation d'artillerie et malgré le harcèlement de l'aviation, la progression s'effectue sans difficultés jusqu'à Abancourt. Rien n'arrête les chars ni l'infanterie et l'après‑midi la progression continue en direction de Sancourt et Blecourt, l'infanterie atteint les hauteurs sud‑ouest d'Abancourt.
Les chars continuent seuls vers Tilloy où, sans protection aérienne, avec un faible appui d'artillerie, ils arrivent à progresser de 8 kilomètres. La 2e Compagnie perd tous ses officiers tués, blessés ou disparus. Les chars reçoivent l'ordre de se replier sur les lisières sud d'Abancourt
Pendant la Seconde Guerre mondiale, les Allemands installent une Kommandantur à Abancourt.
En 1946, trois enfants de 10 à 13 ans qui jouaient avec des cartouches derrière l'église, ont été tués par l'explosion de celles-ci.

## Politique et administration
Maire en 1802-1803 : Dumont.
Maire en 1807-1808 : Momal,.

### Liste des maires

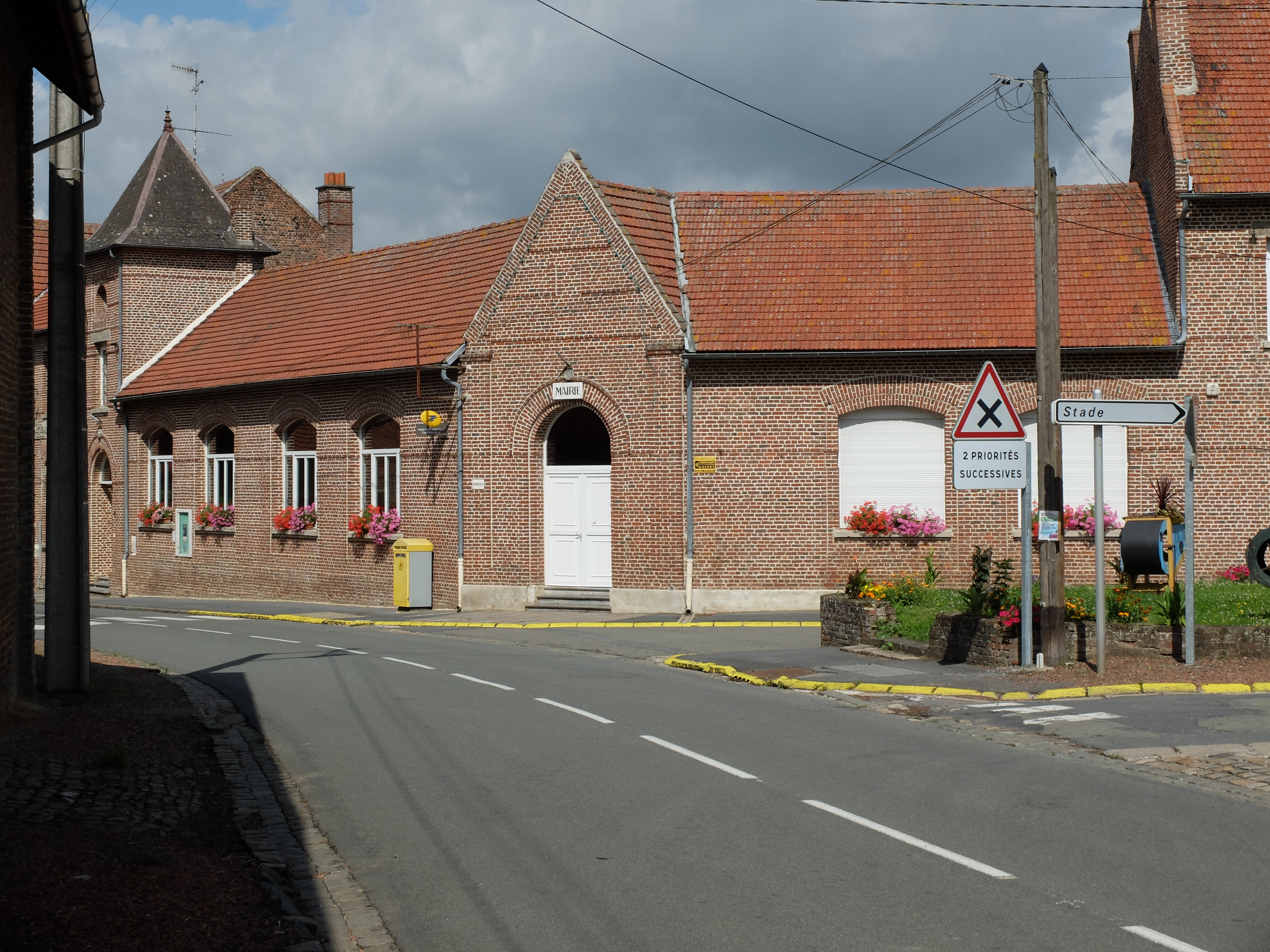
La mairie.

| Période | Période  | Identité        | Étiquette | Qualité                                            |
| ------- | -------- | --------------- | --------- | -------------------------------------------------- |
| 1991    | 2008     | Christian Soyez |           | Réélu en 1995 et 2001                              |
| 2008    | En cours | Françoise Laine | DVD       | Retraitée de l'enseignement Réélue en 2014 et 2020 |

### Tendances politiques et résultats
Lors des élections européennes de 2019, Abancourt a un taux de participation supérieur au taux français (64,31 contre 50,12).
Les résultats, même s'ils ont des différences, ressemblent aux résultats nationaux, puisque les 6 premiers partis arrivent dans le même ordre qu'au niveau national (RN, LREM, EELV, LR, FI, PS) mais avec des scores légèrement différents.
Ainsi, le Rassemblement national obtient dans cette commune un score supérieur à leur score hexagonal (25,45 % contre 23,34 %) tandis que La République en Marche y obtient un score inférieur (20,91 % contre 22,42 %).
EELV y fait également un score de 12,27 % des voix contre 13,48 % à l'échelle nationale.
Les Républicains y obtient un score quasi identique à leur score national (8,64 % contre 8,48 %) tandis que la France insoumise et le PS y obtiennent des scores inférieurs (5,45 % et 5 % contre 6,31 % et 6,19 %).
Le résultat de l'élection présidentielle de 2012 dans cette commune est le suivant :
| Candidat       | Candidat                    | Premier tour | Premier tour | Second tour | Second tour |
| Candidat       | Candidat                    | Voix         | %            | Voix        | %           |
| -------------- | --------------------------- | ------------ | ------------ | ----------- | ----------- |
|                | Eva Joly (EÉLV)             | 0            | 0,00         |             |             |
|                | Marine Le Pen (FN)          | 62           | 20,74        |             |             |
|                | Nicolas Sarkozy (UMP)       | 87           | 29,10        | 157         | 55,09       |
|                | Jean-Luc Mélenchon (FG)     | 39           | 13,04        |             |             |
|                | Philippe Poutou (NPA)       | 2            | 0,67         |             |             |
|                | Nathalie Arthaud (LO)       | 1            | 0,33         |             |             |
|                | Jacques Cheminade (SP)      | 3            | 1,00         |             |             |
|                | François Bayrou (MoDem)     | 27           | 9,03         |             |             |
|                | Nicolas Dupont-Aignan (DLR) | 3            | 1,00         |             |             |
|                | François Hollande (PS)      | 75           | 25,08        | 128         | 44,91       |
|                |                             |              |              |             |             |
| Inscrits       | Inscrits                    | 344          | 100,00       | 344         | 100,00      |
| Abstentions    | Abstentions                 | 37           | 10,76        | 40          | 11,63       |
| Votants        | Votants                     | 307          | 89,24        | 304         | 88,37       |
| Blancs et nuls | Blancs et nuls              | 8            | 2,61         | 19          | 6,25        |
| Exprimés       | Exprimés                    | 299          | 97,39        | 285         | 93,75       |

Le résultat de l'élection présidentielle de 2017 dans cette commune est le suivant :
| Candidat    | Candidat                    | Premier tour | Premier tour | Deuxième tour | Deuxième tour |  |
| Candidat    | Candidat                    | %            | Voix         | %             | Voix          |  |
| ----------- | --------------------------- | ------------ | ------------ | ------------- | ------------- |  |
|             | Nicolas Dupont-Aignan (DLF) | 6,43         | 20           |               |               |  |
|             | Marine Le Pen (FN)          | 30,23        | 94           | 43,91         | 119           |  |
|             | Emmanuel Macron (EM)        | 18,33        | 57           | 56,09         | 152           |  |
|             | Benoît Hamon (PS)           | 4,18         | 13           |               |               |  |
|             | Nathalie Arthaud (LO)       | 1,29         | 4            |               |               |  |
|             | Philippe Poutou (NPA)       | 0,96         | 3            |               |               |  |
|             | Jacques Cheminade (SP)      | 0,32         | 1            |               |               |  |
|             | Jean Lassalle (RES)         | 1,93         | 6            |               |               |  |
|             | Jean-Luc Mélenchon (LFI)    | 13,83        | 43           |               |               |  |
|             | François Asselineau (UPR)   | 0,96         | 3            |               |               |  |
|             | François Fillon (LR)        | 21,54        | 67           |               |               |  |
|             |                             |              |              |               |               |  |
| Inscrits    | Inscrits                    | 358          | 100,00       | 358           | 100,00        |  |
| Abstentions | Abstentions                 | 42           | 11,73        | 57            | 15,92         |  |
| Votants     | Votants                     | 316          | 88,27        | 301           | 84,08         |  |
| Blancs      | Blancs                      | 5            | 1,58         | 19            | 6,31          |  |
| Nuls        | Nuls                        | 0            | 0,00         | 11            | 3,65          |  |
| Exprimés    | Exprimés                    | 311          | 98,42        | 271           | 90,03         |  |

## Population et société

### Démographie

#### Évolution démographique
L'évolution du nombre d'habitants est connue à travers les recensements de la population effectués dans la commune depuis 1793. Pour les communes de moins de 10 000 habitants, une enquête de recensement portant sur toute la population est réalisée tous les cinq ans, les populations de référence des années intermédiaires étant quant à elles estimées par interpolation ou extrapolation. Pour la commune, le premier recensement exhaustif entrant dans le cadre du nouveau dispositif a été réalisé en 2007.

En 2022, la commune comptait 450 habitants, en évolution de −2,39 % par rapport à 2016 (Nord : +0,51 %, France hors Mayotte : +2,11 %).
| 1793 | 1800 | 1806 | 1821 | 1831 | 1836 | 1841 | 1846 | 1851 |
| ---- | ---- | ---- | ---- | ---- | ---- | ---- | ---- | ---- |
| 511  | 380  | 564  | 580  | 657  | 682  | 676  | 673  | 622  |

| 1856 | 1861 | 1866 | 1872 | 1876 | 1881 | 1886 | 1891 | 1896 |
| ---- | ---- | ---- | ---- | ---- | ---- | ---- | ---- | ---- |
| 642  | 606  | 646  | 602  | 610  | 634  | 582  | 588  | 529  |

| 1901 | 1906 | 1911 | 1921 | 1926 | 1931 | 1936 | 1946 | 1954 |
| ---- | ---- | ---- | ---- | ---- | ---- | ---- | ---- | ---- |
| 568  | 678  | 485  | 398  | 431  | 410  | 413  | 392  | 371  |

| 1962 | 1968 | 1975 | 1982 | 1990 | 1999 | 2006 | 2007 | 2012 |
| ---- | ---- | ---- | ---- | ---- | ---- | ---- | ---- | ---- |
| 365  | 344  | 316  | 351  | 413  | 433  | 451  | 453  | 445  |

| 2017 | 2022 | - | - | - | - | - | - | - |
| ---- | ---- | - | - | - | - | - | - | - |
| 463  | 450  | - | - | - | - | - | - | - |

#### Pyramide des âges
La population de la commune est relativement jeune.
En 2018, le taux de personnes d'un âge inférieur à 30 ans s'élève à 32,0 %, soit en dessous de la moyenne départementale (39,5 %). À l'inverse, le taux de personnes d'âge supérieur à 60 ans est de 26,1 % la même année, alors qu'il est de 22,5 % au niveau départemental.
En 2018, la commune comptait 235 hommes pour 234 femmes, soit un taux de 50,11 % d'hommes, légèrement supérieur au taux départemental (48,23 %).
Les pyramides des âges de la commune et du département s'établissent comme suit.
| Hommes | Classe d’âge | Femmes |
| ------ | ------------ | ------ |
| 0,0    | 90 ou +      | 0,4    |
| 3,9    | 75-89 ans    | 7,4    |
| 22,6   | 60-74 ans    | 17,8   |
| 20,3   | 45-59 ans    | 20,4   |
| 21,5   | 30-44 ans    | 21,6   |
| 12,9   | 15-29 ans    | 12,1   |
| 18,8   | 0-14 ans     | 20,2   |

| Hommes | Classe d’âge | Femmes |
| ------ | ------------ | ------ |
| 0,5    | 90 ou +      | 1,4    |
| 5,3    | 75-89 ans    | 8,1    |
| 14,8   | 60-74 ans    | 16,2   |
| 19,1   | 45-59 ans    | 18,4   |
| 19,5   | 30-44 ans    | 18,7   |
| 20,7   | 15-29 ans    | 19,1   |
| 20,2   | 0-14 ans     | 18     |

### Enseignement
Abancourt fait partie de l'académie de Lille. La commune dispose d'une école primaire.

## Culture locale et patrimoine

### Lieux et monuments
- L'église Saint-Martin.
- Le monument aux morts.

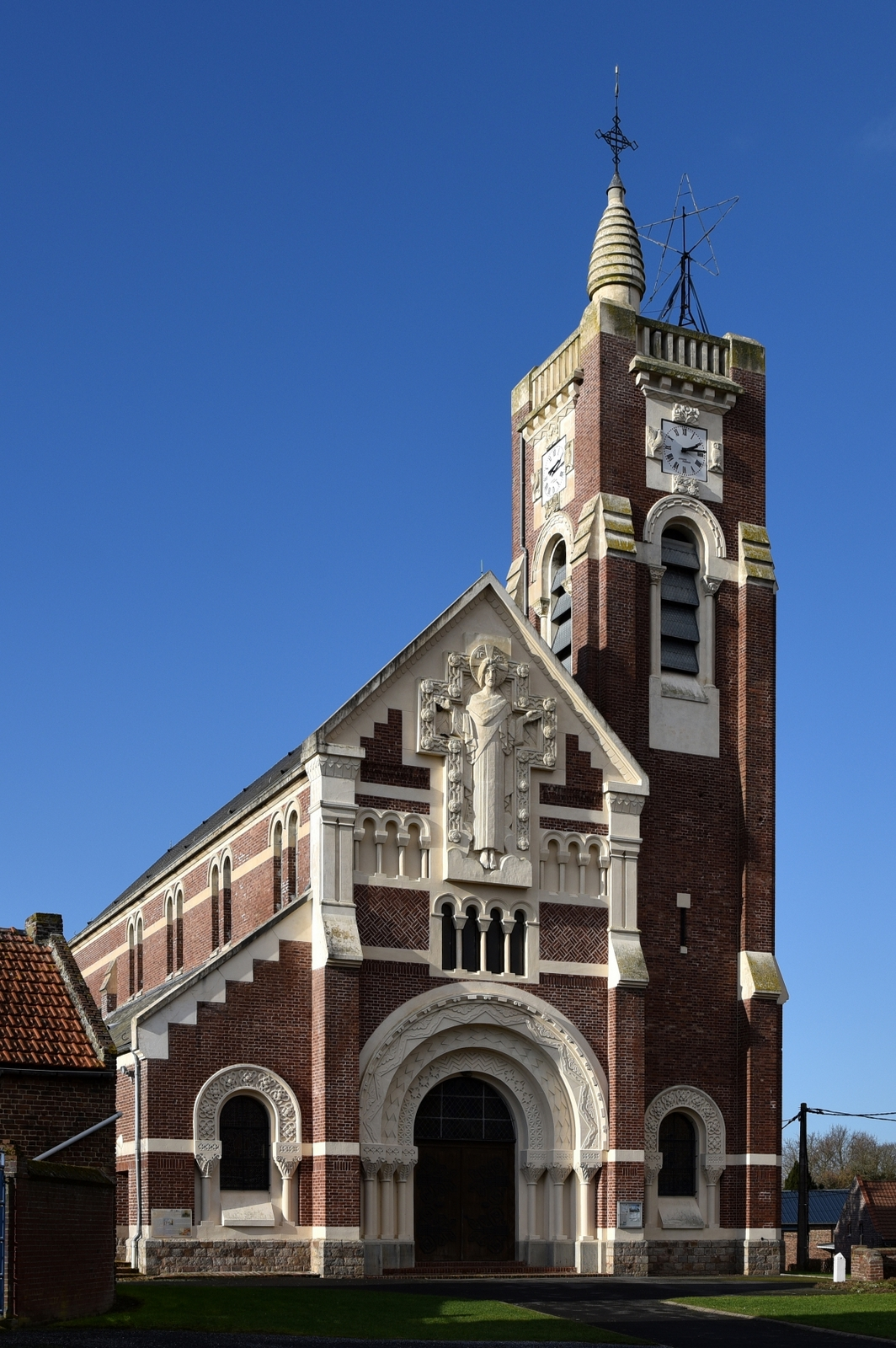
Saint-Martin d'Abancourt.

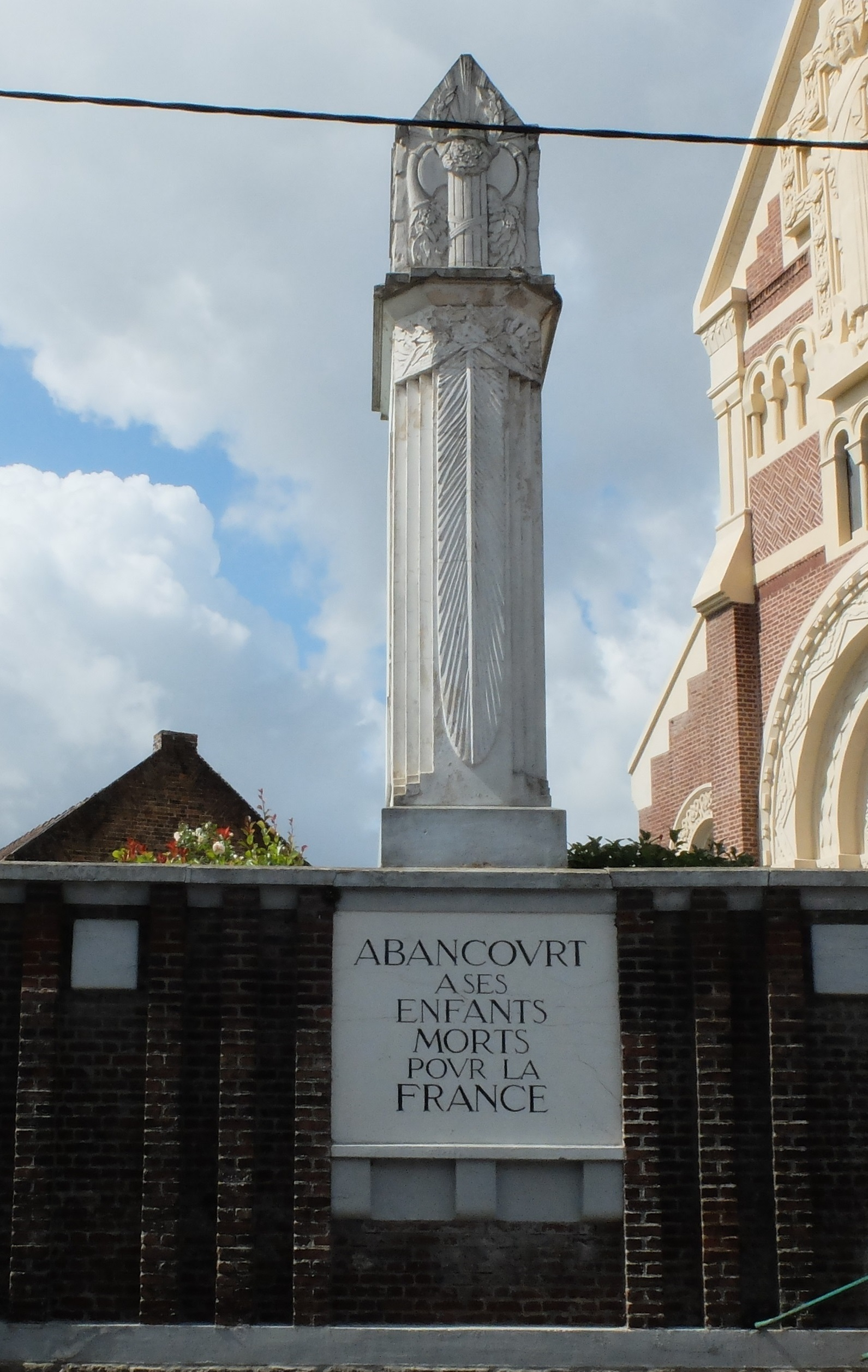
Le monument aux morts.

- Quatre chapelles : Notre-Dame-de-Grâce, de la Grand Place, Notre-Dame-de-Lourdes et Saint-Antoine[31].

### Personnalités liées à la commune
- Charles-Xavier de Francqueville d'Abancourt (1758-1792), issu d'une famille originaire de la localité.

### Héraldique
|  | Les armes d'Abancourt se blasonnent ainsi :" D'azur à une étoile d'or, accompagnée en chef d'un lambel du même." |

## Pour approfondir